# 碧姬
《碧姬》是1949年上映的一部美国剧情片，由伊利亚·卡赞执导， 达里尔·F·扎纳克制作，改编自西德·里基茨·萨姆纳1946年的小说《质量》（Quality）。
1949年9月29日，电影由二十世紀福克斯在美国发行。由于种族关系的主题和用白人女演员克雷恩扮演黑人女性，它引起了相当大的争议。尽管如此，它还是取得了商业上的成功，并为珍妮·克雷恩、埃塞尔·巴里摩尔、埃塞尔·沃特斯赢得奥斯卡奖提名。

## 剧情
平克·约翰逊（Pinky Johnson）是一名黑人女性，她爱上了一个年轻的白人医生马斯·亚当斯（Dr. Thomas Adams）。当时平克伪装成了白人，而亚当斯并不知道这一点。
平克回南方看望奶奶迪西（Dicey）并试图追回别人欠她祖母的钱时，因此遭到当地执法部门歧视与骚扰，还有两名白人男子试图对她进行性侵犯。她不喜欢这里，并打算回到北方。
奶奶要求她留下照顾她的白人朋友、邻居爱姆（Em）女士。平克一开始不喜欢爱姆，但随着时间推移，她开始喜欢上这位坚强的病人。
爱姆小姐死后将她庄园和财产遗赠给平克，但爱姆的亲戚想要夺取这份巨额财产。很多人都说平克没机会赢得官司，但她仍独自坚持，最终得胜。
托马斯找到平克，想要她重新变回白人、卖掉财产并嫁给他回到北方。平克拒绝了，她在爱姆留给她的这片土地上建起了一座诊所和托儿所。